# حيدر أباد (تسوج)
حيدر أباد هي قرية في مقاطعة شبستر، إيران. عدد سكان هذه القرية هو 537 في سنة 2006.